# 訃報 1995年7月
訃報 1995年7月（ふほう 1995ねん7がつ）では、1995年（平成7年）7月中に物故した、又は物故が報じられた人物についてまとめる。

## （1日 - 15日）

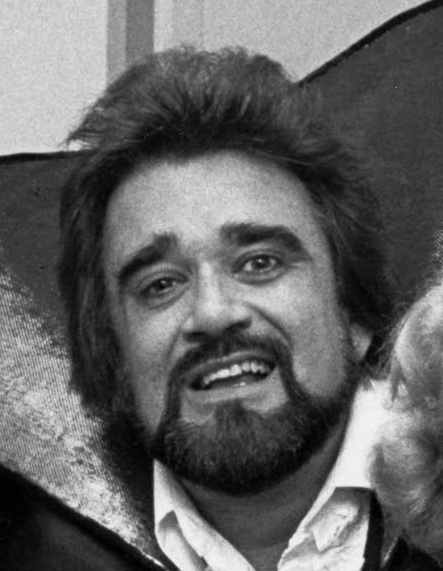
ウルフマン・ジャック / 7月1日没

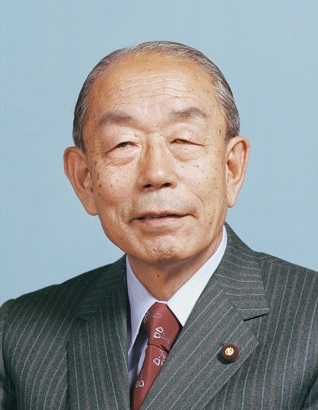
福田赳夫 / 7月5日没

- 7月1日 - ウルフマン・ジャック、ラジオDJ（* 1939年）
- 7月2日 - ズデニェク・コシュラー、指揮者（* 1928年）
- 7月4日 - ボブ・ロス、画家（* 1942年）
- 7月5日 - 福田赳夫、第67代内閣総理大臣（* 1905年）
- 7月12日 - 猪飼たね、長寿日本一（* 1879年）

## （16日 - 31日）

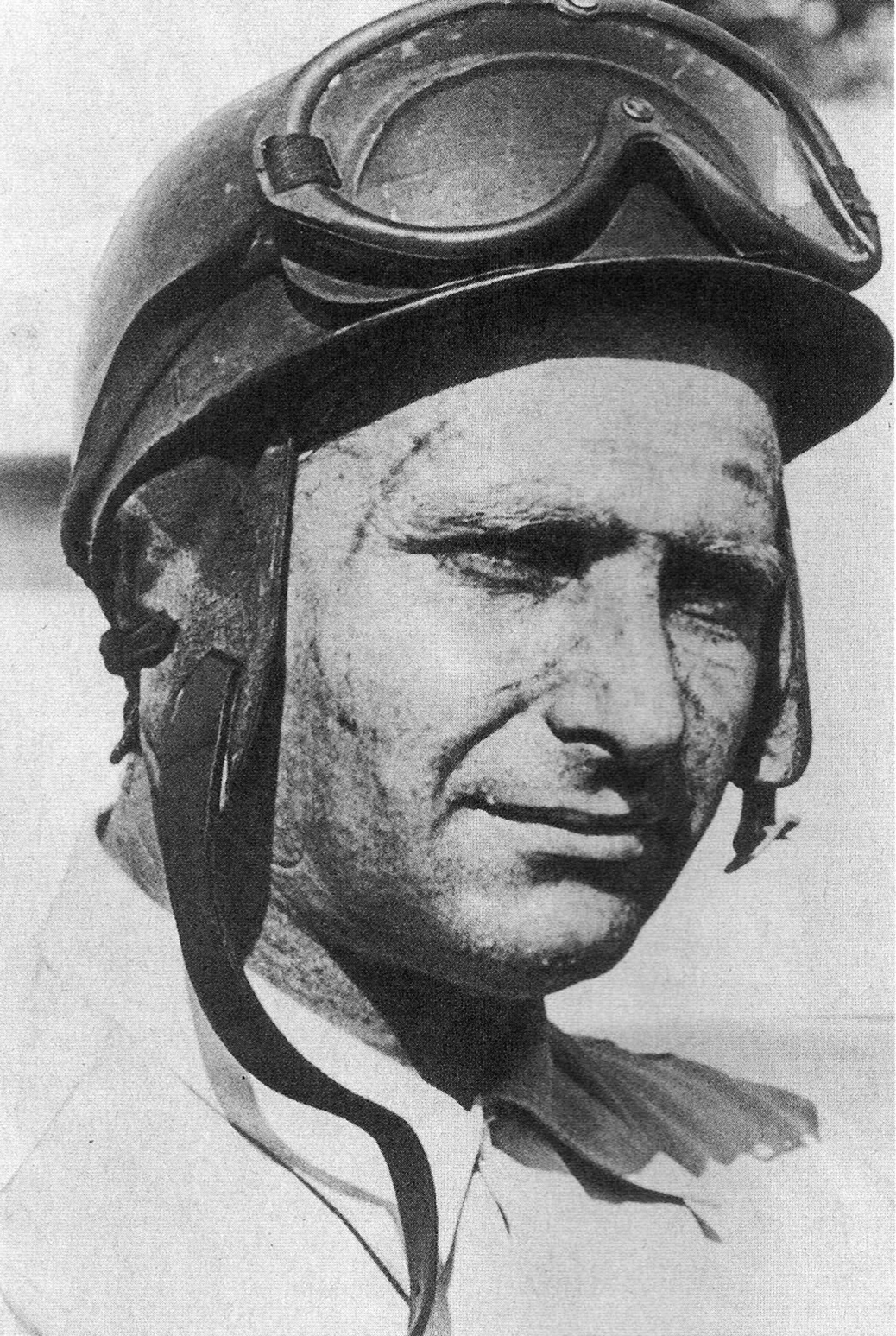
ファン・マヌエル・ファンジオ / 7月17日没

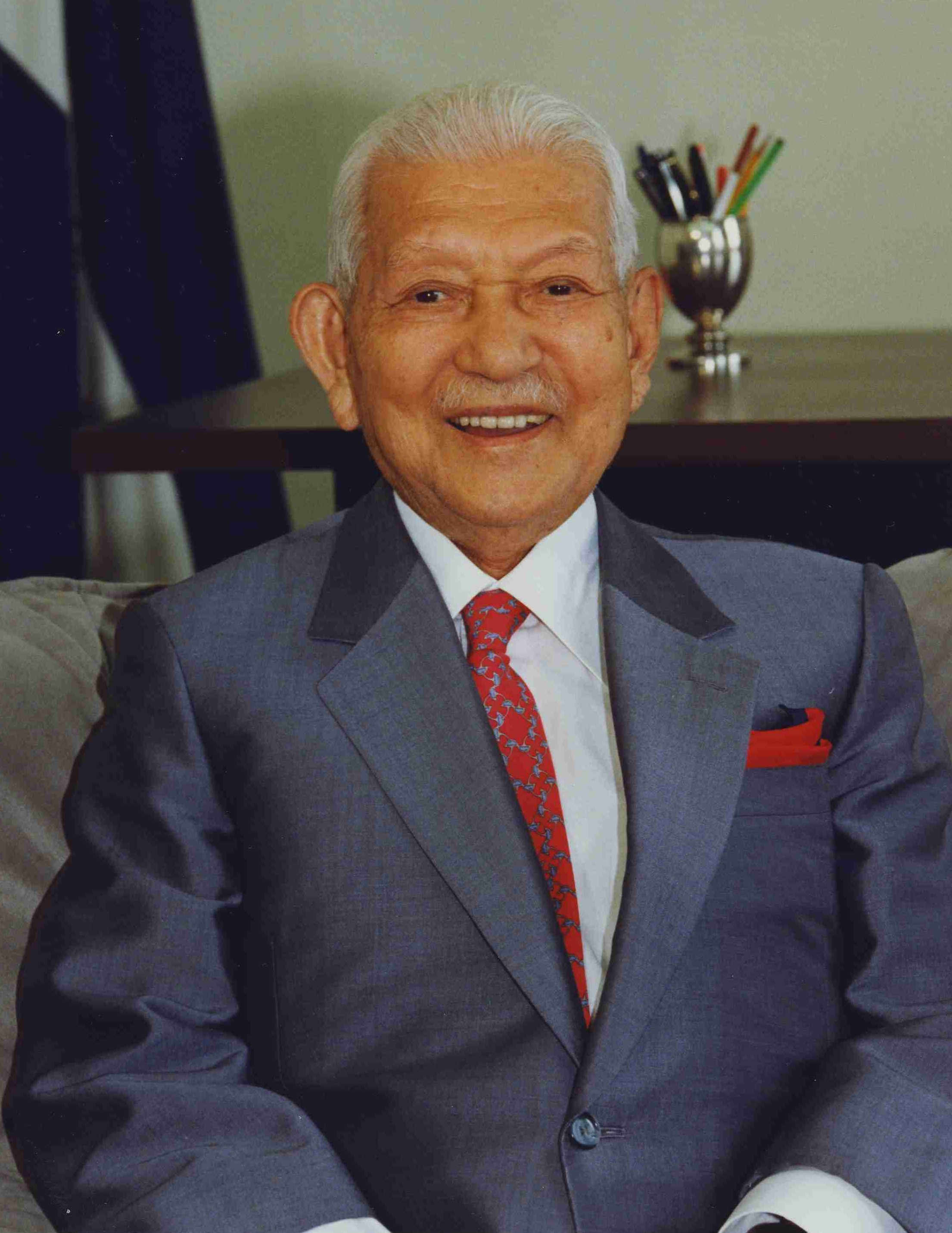
笹川良一 / 7月18日没

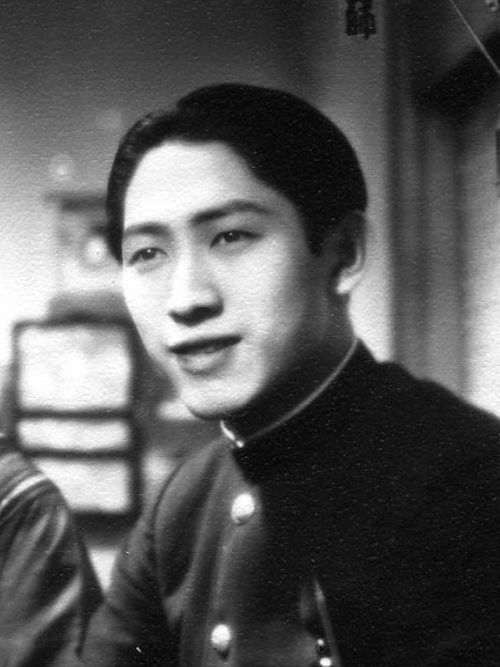
徳大寺伸 / 7月19日没

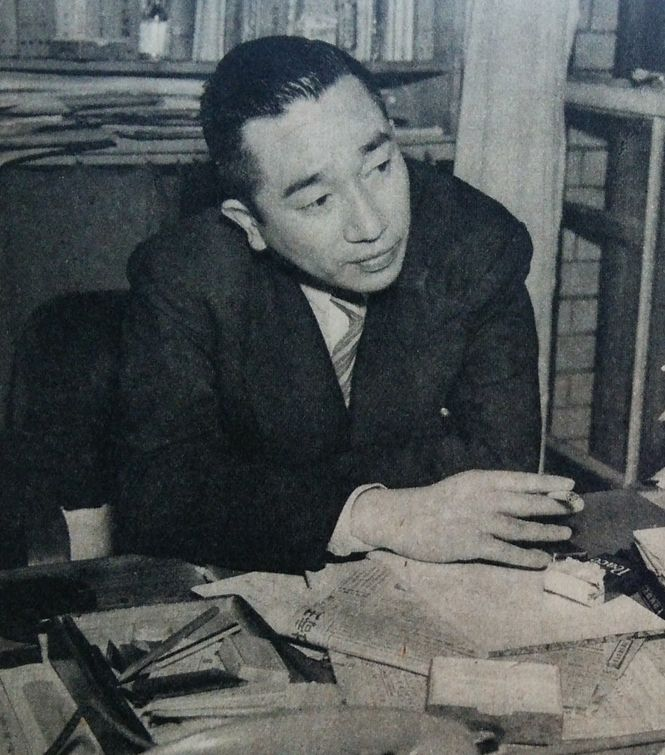
岡田茂 / 7月20日没

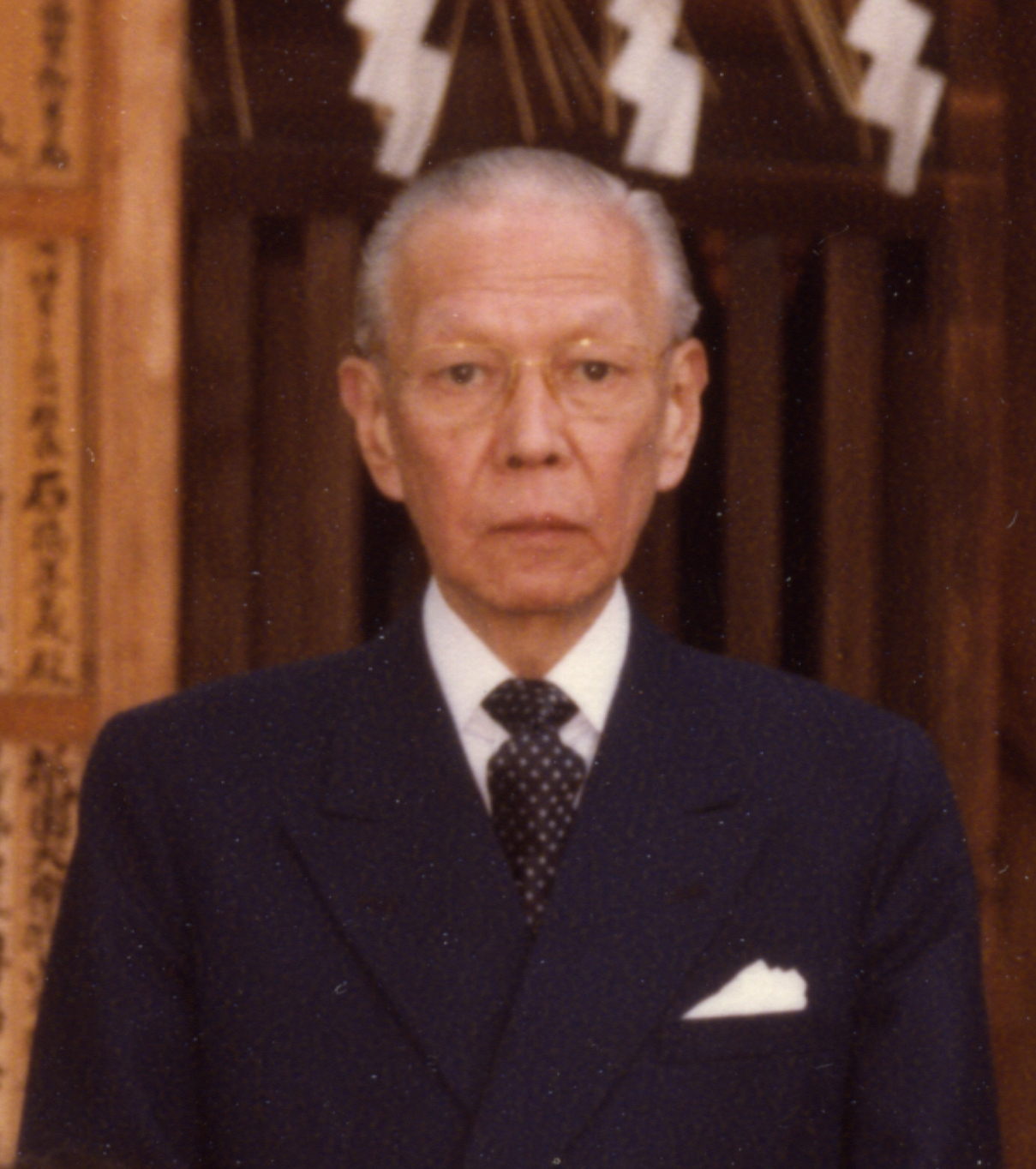
高橋義孝 / 7月21日没

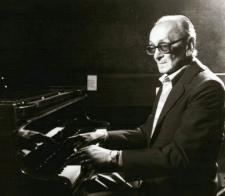
オスバルド・プグリエーセ / 7月25日没

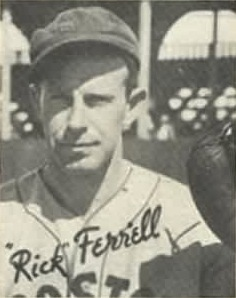
リック・フェレル / 7月27日没

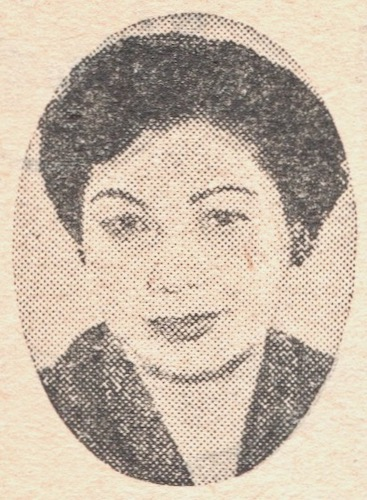
山野愛子 / 7月31日没

- 7月17日 - ファン・マヌエル・ファンジオ、F1ドライバー（* 1911年）
- 7月18日 - 笹川良一、日本船舶振興会会長（* 1899年）
- 7月19日 - 徳大寺伸、俳優（* 1911年）
- 7月20日 - 岡田茂、実業家、元三越社長（* 1914年）
- 7月21日 - 高橋義孝、ドイツ文学者・評論家（* 1913年）
- 7月25日 - オスバルド・プグリエーセ、ピアニスト（* 1905年）
- 7月25日 - 公文公、数学研究者（* 1914年）
- 7月27日 - リック・フェレル、元メジャーリーガー（* 1905年）
- 7月31日 - 山野愛子、美容家（* 1909年）
- 7月31日 - 平岡瑤子、三島由紀夫の妻（* 1937年）